# 조현민 (가수)
조현민(1983년 11월 10일 ~)은 대한민국의 가수다. 2014년 싱글 앨범 '진짜 미친거 아니야'로 데뷔했다.

## 방송
- 히든싱어 2 (2013) - 임창정편 준우승, 왕중왕전 준우승

## 음반
- 진짜 미친거 아니야 (2014)
- 말할걸 그랬어 (2016)
- Project 10 (2019)

## 공연
- 장진호, 조현민 콘서트 (2014)
- 조현민 콘서트 (2015)
- 히든7스페셜 콘서트 - 부산 (2016)
- 그리고 꿈꾸다 (2016)
- 폴송 조현민 박민규의 그리고꿈꾸다 - 청주 (2016)